# Golf Manor
Golf Manor és una vila dels Estats Units a l'estat d'Ohio. Segons el cens del 2000 tenia 3.999 habitants.

## Demografia
Segons el cens del 2000, Golf Manor tenia 3.999 habitants, 1.751 habitatges, i 1.055 famílies. La densitat de població era de 2.662,1 habitants/km².
Dels 1.751 habitatges en un 29,4% hi vivien nens de menys de 18 anys, en un 34,6% hi vivien parelles casades, en un 21,2% dones solteres, i en un 39,7% no eren unitats familiars. En el 34,7% dels habitatges hi vivien persones soles l'11,5% de les quals corresponia a persones de 65 anys o més que vivien soles. El nombre mitjà de persones vivint en cada habitatge era de 2,28 i el nombre mitjà de persones que vivien en cada família era de 2,95.
Per edats la població es repartia de la següent manera: un 25,6% tenia menys de 18 anys, un 6,9% entre 18 i 24, un 29,8% entre 25 i 44, un 23,3% de 45 a 60 i un 14,4% 65 anys o més.
L'edat mediana era de 38 anys. Per cada 100 dones de 18 o més anys hi havia 75,4 homes.
La renda mediana per habitatge era de 37.111 $ i la renda mediana per família de 47.328 $. Els homes tenien una renda mediana de 34.444 $ mentre que les dones 29.116 $. La renda per capita de la població era de 19.044 $. Aproximadament el 9,2% de les famílies i el 10,7% de la població estaven per davall del llindar de pobresa.

## Poblacions properes
El següent diagrama mostra les poblacions més properes.